# 朱袞 (長洲)
朱袞（1471年—？），字子文，直隸長洲縣人，湖廣永州衛籍。明朝政治人物。

## 生平
朱袞自幼聰穎，治礼记，弘治十一年（1498年）中式戊午科湖廣鄉試第二名舉人。弘治十五年（1502年）登壬戌科三甲第一百六十八名進士。考选翰林院庶吉士，弘治十七年（1504年）十月授江西道御史，正德三年（1508年）巡按雲南，六月奏劾洱海卫指挥章表等侵欺钱粮，宜行提问。因忤劉瑾，降嘉善縣县丞。劉瑾敗，起為南京吏部郎中。
正德八年（1513年）正月，升雲南布政司左參議。正德十年（1515年）五月，升本省按察司副使，丁忧归。嘉靖元年（1522年）十月服阕，復除原职，嘉靖三年（1524年）十一月升四川右参政。

## 家族
曾祖朱偉；祖父朱瓊；父朱鏞，貢士。前母劉氏；劉氏。兄朱扆（贡士）；朱裳；弟朱表。